# Коломинский, Наум Львович
Коломинский Наум Львович (1 января 1938, Наровля Гомельской области — 19 февраля 2007, Киев) — советский психолог. Доктор психологических наук (2001), профессор (2003). Брат Я. Л. Коломинского.

## Биография
Окончил Московский пед. институт (1960). Старший научный работник НИИ педагогики в Минске (1968—1972), Киевской лаборатории планирования и прогнозирования НИИ педагогики АНП УССР (1972—1974) и в Центральном институте усовершенствования учителей (1974—1992). Декан факультета докурсовой подготовки, повышения квалификации организаторов народного просвещения (1992—1997) и заведующий кафедрой психологии управления (1997—1998) Государственной академии руководящих кадров просвещения. Зав. кафедрой в Межрегиональной академии управления персоналом (1998—2007).

## Научные труды
- «Развитие личности учащихся вспомогательной школы». 1978;
- «Психологія педагогічного менеджменту»: Науч. пособ. 1996;
- «Психологія менеджменту в освіті» (соціально-психологічний аспект). 2000;
- «Етнопсихологія українців». 2000;
- «Етнопсихологія українців» (екологічний чинник). 2006